# Harold Dade
Harold Dade (* 24. März 1923 in New Orleans, USA; † 17. Juli 1962) war ein US-amerikanischer Boxer im Bantamgewicht. Er wurde von Gus Wilson gemanagt und von Duke Holloway trainiert.

## Profikarriere
Im Jahre 1942 begann er erfolgreich seine Karriere. Am 6. Januar 1947 boxte er gegen Manuel Ortiz um die universelle Weltmeisterschaft und siegte durch einstimmigen Beschluss. Diesen Gürtel verlor er allerdings nur zwei Monate später bei seiner ersten Titelverteidigung gegen Manuel Ortiz im Rückkampf nach Punkten.
Im Jahre 1955 beendete er seine Karriere.